# 安達太良サービスエリア

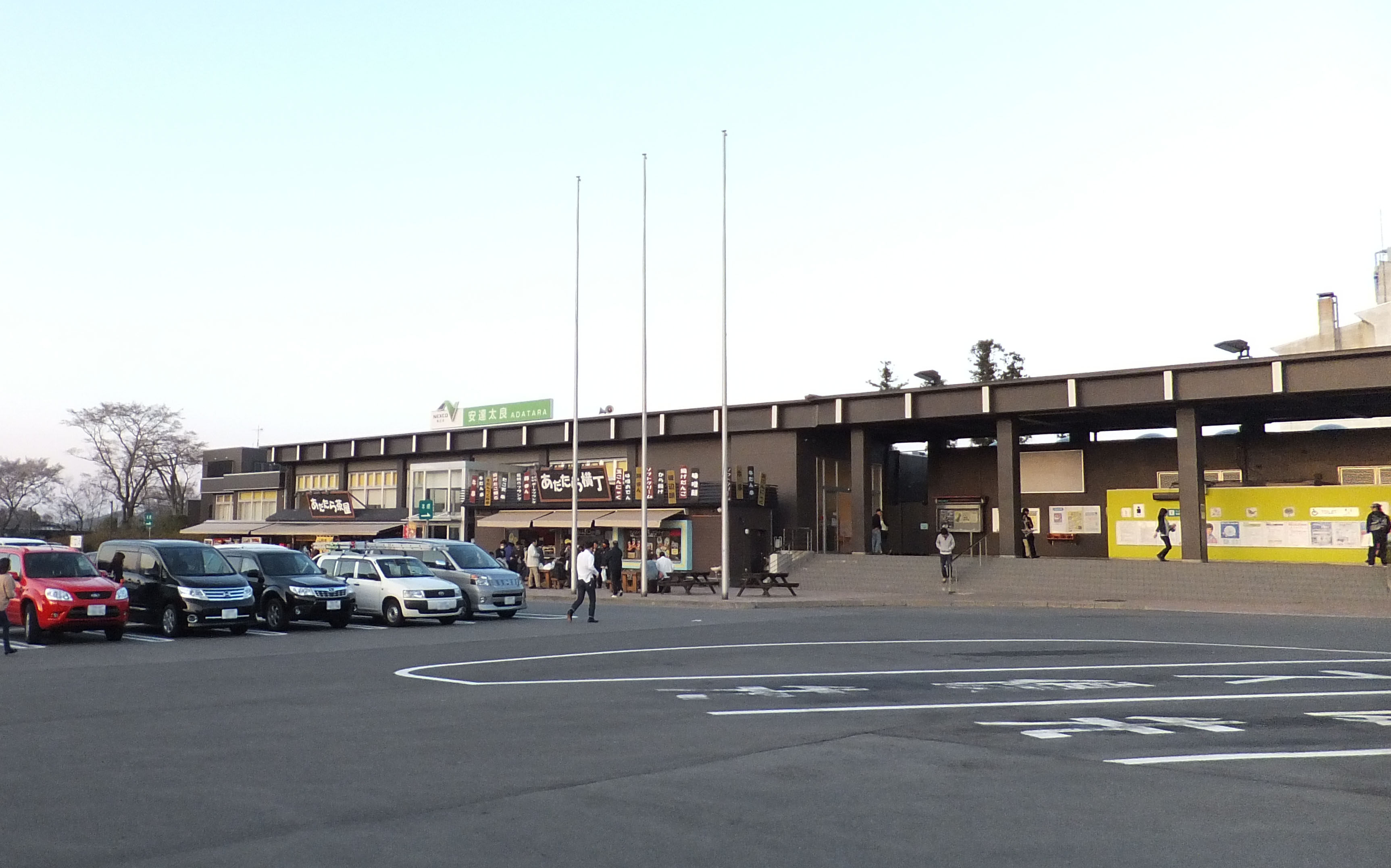
安達太良サービスエリア（上り線）

安達太良サービスエリア（あだたらサービスエリア）は、福島県本宮市本宮天ヶにある東北自動車道のサービスエリア。

## 概要
東北地方で最大規模（また、東北自動車道全体でも都賀西方PA以北で最大）の駐車場を有するサービスエリアである。また、有人休憩施設の少ない磐越自動車道から東北自動車道に入ってから最初のサービスエリアであるため、利用者が多い。お盆や連休などのシーズンには、流出入する車や、近くにあるサグ（ゆるやかな上り坂）の影響で、下り線ではここを先頭とした渋滞が発生することがある。

## 施設

### 上り線（宇都宮・東京方面）
- 管理：ネクスコ東日本エリアトラクト[2]
- 施設運営：日の丸サンズ[3]
- 駐車場[3]
  - 大型：52台
  - 小型：167台
  - 身障者用
    - 小型：2台
- トイレ - オストメイト対応設備が設置されている[3][4]。
  - 男性：大8（和式1・洋式7）・小26
  - 女性：25（和式2・洋式23）
  - 身障者用：1
- 軽食・カフェ・レストラン[3]
  - 安達太良スカイレストラン（11:00 - 20:00)
  - テイクアウトコーナー「あだたら横丁」（9:00 - 18:00）
  - テイクアウトコーナー「おめで鯛焼き本舗」（10:00 - 17:00）[5]
  - フードコート（24時間）
  - ベーカリー「Adatara Bakery」（8:00 - 19:00）
- ショッピングコーナー（24時間）[3]
- 給油・給電[3]
  - ガソリンスタンド（ENEOS（セキショウカーライフ））（24時間）[6]
  - 給電スタンド（24時間）
  - コイン式洗車機
- 生活・暮らし
  - 自動販売機
  - ATM「セブン銀行」（24時間）
  - E-NEXCO Wi-Fi SPOT
  - 郵便ポスト
- 喫煙所
- 自動体外式除細動器（AED）
- 車椅子無料貸し出し（24時間）
- 高速道路サービス
  - サービス・コンシェルジェ（【平日】9:00 - 19:00  【土日祝】8:30 - 19:00）
  - ハイウェイ情報ターミナル
  - 一般道からの出入口（ウォークインゲート）[3]
  - ETC履歴プリンタ（24時間）
  - ハイウェイスタンプ（24時間）
- ベビーコーナー（24時間）

### 下り線（福島・仙台方面）
- 管理：ネクスコ東日本エリアトラクト[2]
- 施設運営：ナックス[7]
- 駐車場[7]
  - 大型：58台
  - 小型：76台
  - 身障者用
    - 小型：3台
- トイレ - オストメイト対応設備が設置されている[7][4]。
  - 男性：大8（和式1・洋式7）小26
  - 女性：25（和式2・洋式23）
  - 身障者用：1
- 軽食・カフェ・レストラン[7]
  - レストラン「食事処あだたら亭」（季節により営業時間変動）
  - フードコート（24時間）
  - テイクアウトコーナー（9:00 - 17:00）
  - ベーカリー「SUN ADATARA」（4月から10月：8:00 - 18:00、11月から3月：8:00 - 17:00）
- ショッピングコーナー（24時間）[7]
- 給油・給電[7]
  - ガソリンスタンド（apollostation（東日本宇佐美））（24時間）[8]
  - 給電スタンド（24時間）
  - コイン洗車機（24時間）
- 生活・暮らし
  - 自動販売機
  - ATM「セブン銀行」（24時間）
  - E-NEXCO Wi-Fi SPOT
  - 携帯電話充電器（【平日】9:00 - 17:00  【土日祝】8:00 - 18:30）
  - 郵便ポスト
- 喫煙所
- 自動体外式除細動器（AED）
- 車椅子無料貸し出し（24時間）
- 高速道路サービス
  - サービス・コンシェルジェ（【平日】9:00 - 17:00  【土日祝】8:00 - 18:30）
  - ハイウェイ情報ターミナル
  - 一般道からの出入口（ウォークインゲート）[7]
  - ETC履歴プリンタ（24時間）
  - ハイウェイスタンプ（24時間）
- ベビーコーナー（24時間）

## 隣
E4 東北自動車道
(19)本宮IC - 安達太良SA - (20)二本松IC